# Jonathan Drouin
Jonathan Drouin (* 28. března 1995, Sainte-Agathe-des-Monts, Québec) je kanadský hokejový útočník hrající v severoamerické National Hockey League (NHL) za tým Colorado Avalanche, v roce 2013 ho draftovala ze 3. pozice Tampa Bay Lightning jako druhého nejvýše postaveného Kanaďana v tomto draftu.

## Hráčská kariéra
Dne 30. června 2013 ve vstupním draftu NHL 2013, po jeho vysoce úspěšné sezóně, byl Drouin vybrán už v 1. kole jako 3. celkově týmem Tampa Bay Lightning. O několik dní později, dne 5. července, podepsal s tímto klubem tříletou nováčkovskou smlouvu. Nicméně se před sezónou 2013/14 nevešel na soupisku Lightning a tak byl poslán zpět do Mooseheads, kde odehrál celou sezónu.
Během přípravného kempu Tampy Bay před ročníkem 2014/15 utrpěl Drouin zranění. Pár dní nato, 9. září 2014, potvrdilo vedení Lightning, že Drouin utrpěl mírnou zlomeninu v palci a bude chybět tři až čtyři týdny. Po uzdravení byl dne 16. října 2014 poslán do farmářské týmu Tampy Syracuse Crunch v American Hockey League (AHL), kde měl získat herní vytížení. Klub plánoval, že ho v AHL nechá do doby nejvýše dvou týdnů, i když bylo konstatováno, že by mohl být povolán do NHL ještě tímto časovým úsekem. Jen tři dny nato, byl povolán do prvního týmu, přičemž si za Crunch připsal ve 3 zápasech 1 branku a 2 asistence s kladnou bilancí plus/minus +4.

## Reprezentační kariéra
S kanadským výběrem do 18 let triumfoval na Memoriálu Ivana Hlinky 2012, kde si připsal 5 asistencí. Následně se posunul do juniorské reprezentace, kde společně se svým spoluhráčem z Halifaxu Nathanem MacKinnonem absolvoval MSJ 2013 v ruské Ufě, kde s mužstvem skončil na 4. místě. Stejné umístění zopakoval i následující rok na juniorském šampionátu ve švédském Malmö.
Dne 27. května 2016 jej kanadský trenér Todd McLellan zařadil v dodatečné nominaci na svou soupisku Výběru severoamerických hráčů do 23 let pro Světový pohár v ledním hokeji 2016 v Torontu. S týmem obsadil konečné 5. místo, když nedokázali postoupit ze skupiny. Na turnaji zaznamenal ve třech odehraných utkáních jediný bod za branku.

## Statistiky

### Klubové statistiky
| Sezóna      | Klub                | Soutěž      |     | Základní část | Základní část | Základní část | Základní část | Základní část |    | Play off | Play off | Play off | Play off | Play off |
| Sezóna      | Klub                | Soutěž      | Z   | G             | A             | B             | TM            | Z             | G  | A        | B        | TM       |          |          |
| 2010/11     | Lac St-Louis Lions  | QMAAA       | 38  | 22            | 36            | 58            | 38            | 15            | 11 | 17       | 28       | 18       |          |          |
| 2011/12     | Lac St-Louis Lions  | QMAAA       | 22  | 22            | 31            | 53            | 35            | —             | —  | —        | —        | —        |          |          |
| 2011/12     | Halifax Mooseheads  | QMJHL       | 33  | 7             | 22            | 29            | 12            | 17            | 9  | 17       | 26       | 4        |          |          |
| 2012/13     | Halifax Mooseheads  | QMJHL       | 49  | 41            | 64            | 105           | 32            | 17            | 12 | 23       | 35       | 14       |          |          |
| 2013/14     | Halifax Mooseheads  | QMJHL       | 46  | 29            | 79            | 108           | 43            | 16            | 13 | 28       | 41       | 18       |          |          |
| 2014/15     | Syracuse Crunch     | AHL         | 2   | 1             | 2             | 3             | 0             | —             | —  | —        | —        | —        |          |          |
| 2014/15     | Tampa Bay Lightning | NHL         | 70  | 4             | 28            | 32            | 34            | 6             | 0  | 0        | 0        | 2        |          |          |
| 2015/16     | Syracuse Crunch     | AHL         | 17  | 11            | 2             | 13            | 12            | —             | —  | —        | —        | —        |          |          |
| 2015/16     | Tampa Bay Lightning | NHL         | 21  | 4             | 6             | 10            | 4             | 17            | 5  | 9        | 14       | 14       |          |          |
| 2016/17     | Tampa Bay Lightning | NHL         | 73  | 21            | 32            | 53            | 16            | —             | —  | —        | —        | —        |          |          |
| 2017/18     | Montreal Canadiens  | NHL         | 77  | 13            | 33            | 46            | 30            | —             | —  | —        | —        | —        |          |          |
| 2018/19     | Montreal Canadiens  | NHL         | 81  | 18            | 35            | 53            | 26            | —             | —  | —        | —        | —        |          |          |
| 2019/20     | Montreal Canadiens  | NHL         | 27  | 7             | 8             | 15            | 14            | 10            | 1  | 6        | 7        | 8        |          |          |
| 2020/21     | Montreal Canadiens  | NHL         | 44  | 2             | 21            | 23            | 20            | —             | —  | —        | —        | —        |          |          |
| 2021/22     | Montreal Canadiens  | NHL         | 34  | 6             | 14            | 20            | 23            | —             | —  | —        | —        | —        |          |          |
| 2022/23     | Montreal Canadiens  | NHL         | 58  | 2             | 27            | 29            | 18            | —             | —  | —        | —        | —        |          |          |
| 2023/24     | Colorado Avalanche  | NHL         | 79  | 19            | 37            | 56            | 28            | 3             | 0  | 3        | 3        | 2        |          |          |
| NHL celkově | NHL celkově         | NHL celkově | 564 | 96            | 241           | 337           | 213           | 36            | 6  | 18       | 24       | 26       |          |          |

### Reprezentační statistiky
| Rok                       | Tým                       | Soutěž                    | Z                         | G  | A | B  | TM |    |
| ------------------------- | ------------------------- | ------------------------- | ------------------------- | -- | - | -- | -- | -- |
| 2012                      | Canada Québec U17         | SP do 17 let              | 4                         | 2  | 3 | 5  | 2  |    |
| 2012                      | Kanada                    | IH18                      | 5                         | 0  | 5 | 5  | 2  |    |
| 2013                      | Kanada 20                 | MSJ                       | 6                         | 2  | 2 | 4  | 0  |    |
| 2014                      | Kanada 20                 | MSJ                       | 7                         | 3  | 6 | 9  | 24 |    |
| 2016                      | Výběr Severní Ameriky     | SP                        | 3                         | 1  | 0 | 1  | 0  |    |
| Juniorská kariéra celkově | Juniorská kariéra celkově | Juniorská kariéra celkově | Juniorská kariéra celkově | 22 | 7 | 16 | 23 | 28 |
| Seniorská kariéra celkově | Seniorská kariéra celkově | Seniorská kariéra celkově | Seniorská kariéra celkově | 3  | 1 | 0  | 1  | 0  |

## Úspěchy a ocenění

### Junioři
| Ocenění                                                                                         | Rok     | Ref.   |
| ----------------------------------------------------------------------------------------------- | ------- | ------ |
| Michael Bossy Trophy – QMJHL (nejlepší vyhlídky v nadcházejícím vstupním draftu NHL)            | 2012/13 |        |
| Paul Dumont Trophy – QMJHL (osobnost roku spojená s touto ligou)                                | 2012/13 |        |
| Michel Brière Memorial Trophy – QMJHL (nejužitečnější hokejista)                                | 2012/13 |        |
| CHL Player of the Year (nejlepší hráč v některé z lig, které zastřešuje Canadian Hockey League) | 2012/13 |        |
| QMJHL První All-Star tým                                                                        | 2012/13 | [ 11 ] |
| vítěz turnaje Memorial Cup s týmem Halifax Mooseheads                                           | 2013    |        |
| Michel Brière Memorial Trophy – QMJHL (finalista o tuto trofej)                                 | 2013/14 | [ 12 ] |

### NHL
| Ocenění                                           | Rok     | Ref.   |
| ------------------------------------------------- | ------- | ------ |
| NHL All-Star Skills Competition 2015              | 2014/15 | [ 13 ] |
| Nejrychlejší bruslař NHL – NHL All-Star Game 2015 | 2014/15 | [ 14 ] |

#### Profily
- Jonathan Drouin – statistiky na Hockeydb.com (anglicky)
- Jonathan Drouin – statistiky na Elite Prospects (anglicky)
- Jonathan Drouin – statistiky na NHL.com

| Předchůdce                 | Jonathan Drouin                                 | Nástupce               |
| Andrej Vasilevskij (Rusko) | Výběr v prvních kolech Tampa Bay Lightning 2013 | Anthony DeAngelo (USA) |